# William Holman Hunt
William Holman Hunt, nome d'arte di William Hobman Hunt (Londra, 2 aprile 1827 – Londra, 7 settembre 1910), è stato un pittore inglese, cofondatore della Confraternita dei Preraffaelliti.

## Biografia

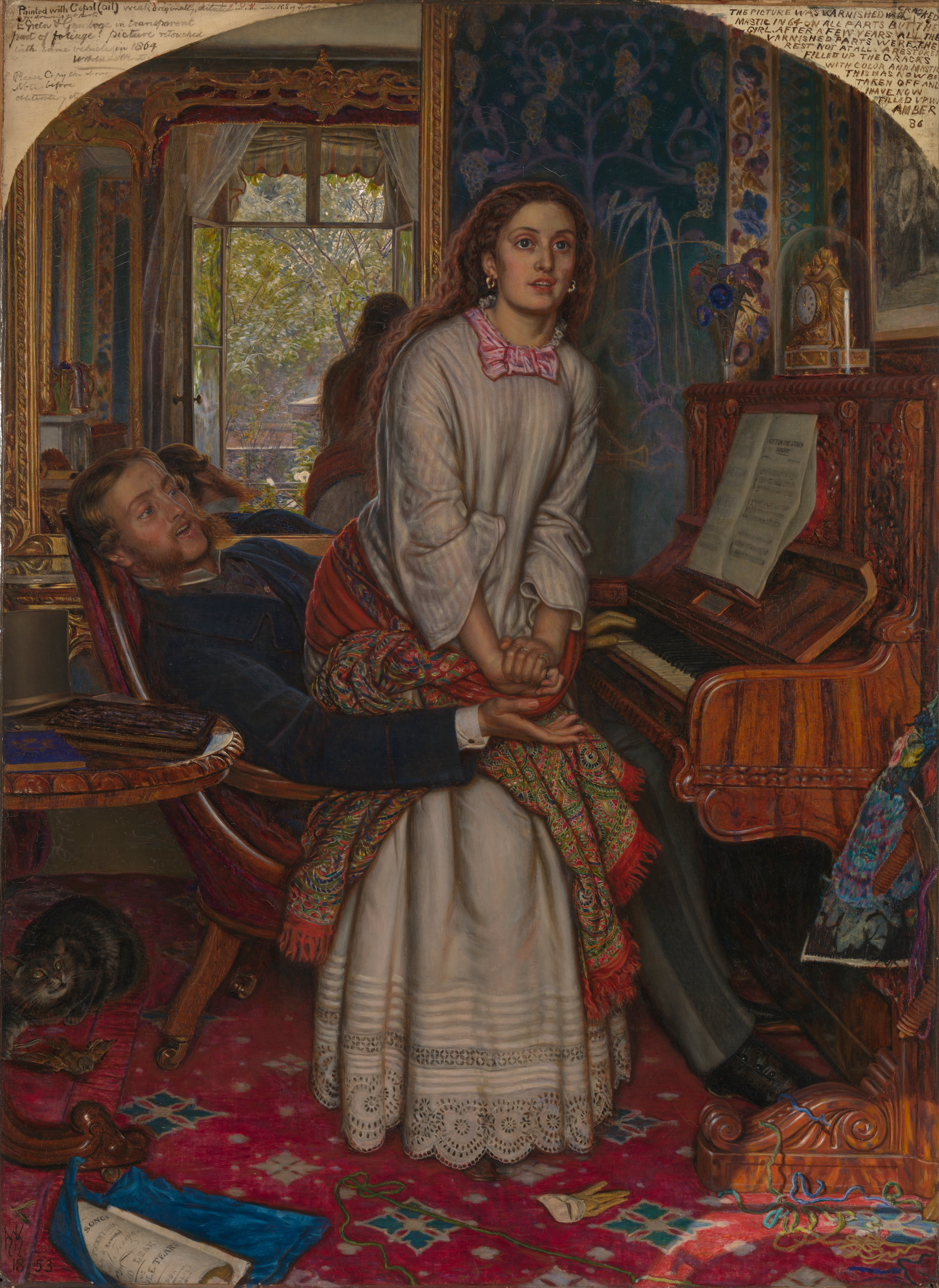
The Awakening Conscience (1853); olio su tela, Tate Gallery.

William Hobman Hunt - solo dopo l'artista cambiò il suo secondo nome in Holman - nacque a Londra il 2 aprile 1827. Inizialmente venne avviato alla pratica commerciale; resosi conto della propria vocazione artistica, tuttavia, abbandonò il mondo del commercio per dedicarsi agli studi pittorici alla National Gallery e al British Museum. Nel 1844 fu ammesso alla scuola della Royal Academy, dove strinse amicizia con Dante Gabriel Rossetti e John Everett Millais; in accordo con essi, fondò la confraternita dei preraffaelliti nel 1848. Il gusto preraffaellita emerge in una delle sue primissime opere, Rienzi, esposta nel 1849 alla Royal Academy.
Le opere di Hunt non ottennero immediatamente successo e, al contrario, vennero ferocemente attaccate dalla critica che le considerava stucchevoli nel messaggio e mal realizzate nella tecnica e nella composizione. Da questo compatto schieramento di detrattori, il pittore iniziò a strappare qualche consenso solo con le opere a carattere naturalistico, per l'acuto spirito di osservazione sia delle scene rurali che di quelle urbane: tra questi suoi primi successi, figurano le tele Il pastore mercenario e The Awakening Conscience. Tuttavia, il successo di pubblico e critica gli venne dalle sue opere a soggetto religioso, come The Light of the World (La luce del mondo) la cui presenza venne richiesta in numerose esposizioni sia in Gran Bretagna che negli Stati Uniti. A seguito di questa nuova vena artistica, con la volontà di riscoprire le terre bibliche e di conferire ai propri dipinti religiosi il contesto geografico e antropologico autentico, Hunt si spinse fino in Terra santa e in Egitto; lì effettuò alcuni rilievi topografici, etnografici e naturalistici, e ne tornò con numerosi bozzetti che si trasformarono nel giro di due anni nei dipinti The Scapegoat, The Finding of the Saviour in the Temple e The Shadow of Death, oltre a dare origine ad alcune vedute paesaggistiche. Tra i soggetti favoriti di Hunt, oltre alle tematiche religiose, l'illustrazione di poemi medievali come Isabella e The Lady of Shalott.

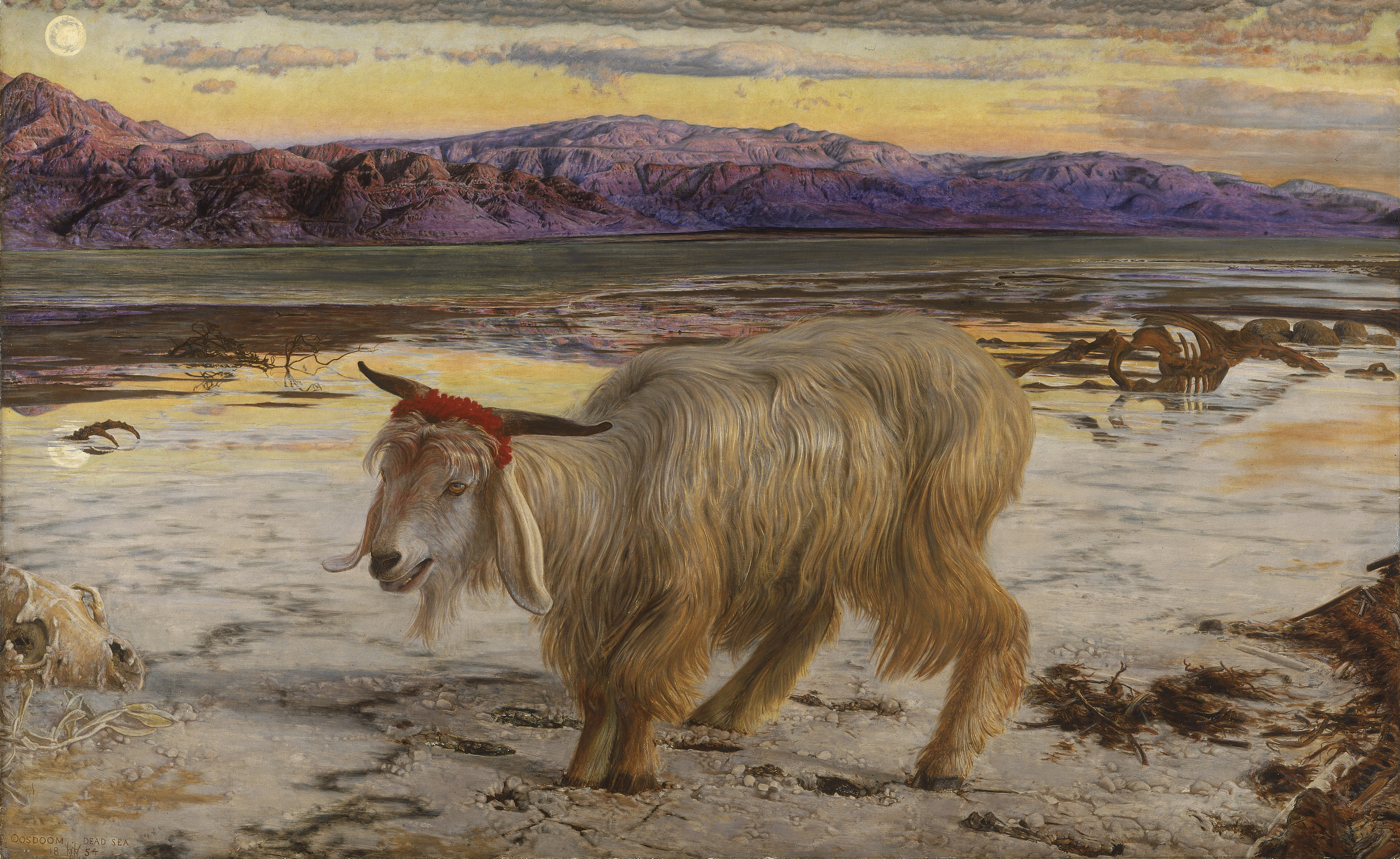
The Scapegoat (1854); Lady Lever Art Gallery

Le opere di Hunt, nonostante l'iniziale diffidenza, vennero elogiate dal gruppo dei preraffaelliti per la grande attenzione al dettaglio, l'uso vivace del colore e il loro complesso simbolismo: profondamente colpiti soprattutto da quest'ultimo aspetto furono John Ruskin e Thomas Carlyle, critici ufficiali del movimento pittorico, secondo i quali Hunt riusciva efficacemente a dar voce al principio secondo il quale tutto l'esistente è un simbolo che sottende ad un significato profondo. Hunt sposò in toto questa linea di pensiero, arrivando a dichiarare che nelle sue intenzioni l'unico scopo dell'arte era quello di rivelare la corrispondenza tra il segno e l'essenza, e rimanendo fedele al pensiero dei preraffaelliti fino alla fine della propria vita e della propria carriera, nonostante la morte o l'allontanamento degli altri membri.
Ormai vecchio, dopo il fallimento del suo fidanzamento con la modella Annie Miller, il matrimonio con Fanny Waugh e la morte di quest'ultima, e il secondo matrimonio clandestino con Edith Waugh (sorella di Fanny), Hunt dovette abbandonare la pittura a causa della progressiva perdita della vista, che non gli consentiva più di raggiungere quell'elevato livello di dettaglio che desiderava: le ultime opere, tra cui una nuova versione di The Lady of Shalott e il modello ingrandito de La luce del mondo, furono completate con l'aiuto del suo assistente Edward Robert Hughes.
William Holman Hunt morì infine il 7 settembre 1910; sinceramente pianto dai suoi contemporanei, fu sepolto nella cattedrale di San Paolo a Londra.

## Opere

Isabella and the Pot of Basil (1868); olio su tela, Laing Art Gallery.

- Self-portrait at the Age of 14 (1841), Ashmolean Museum, Oxford.
- Love at First Sight (1846).
- F. G. Stephens (1847), Tate Britain, Londra.
- Christ and the Two Marys or The Risen Christ with the Two Marys in the Garden Of Joseph of Aramathea (1847 & 1897), Art Gallery of South Australia, Adelaide.[7]
- The Escape of Madeline and Porphyro during the drunkenness attending the revelry (The Eve of St. Agnes) (1848), Guildhall Art Gallery, Londra.
- Rienzi vowing to obtain justice for the death of his young brother, slain in a skirmish between the Colonna and the Orsini factions (1848–49).
- The Haunted Manor (1849), Tate Britain, Londra.
- Cornfield at Ewell (1849), Tate Britain, Londra.
- A Converted British Family Sheltering a Christian Missionary from the Persecution of the Druids (1849–50), Ashmolean Museum, Oxford.
- Claudio and Isabella (1850–53), Tate Britain, Londra.
- Il pastore mercenario (1851), Manchester Art Gallery.
- The Awakening Conscience (1851–53), Tate Britain, Londra.
- Our English Coasts (1852), Tate Britain, Londra.
- The Light of the World (1853-4), Keble College, Oxford.
- The Great Pyramid (1854).
- The Finding of the Saviour in the Temple (1854–60), Birmingham Museum & Art Gallery.
- The Afterglow in Egypt (1854–63), Ashmolean Museum, Oxford.
- The Scapegoat (1854–56), Lady Lever Art Gallery, Port Sunlight.
- The School-girl's Hymn (1858–59), Ashmolean Museum, Oxford.
- London Bridge on the Night of the Marriage of the Prince and Princess of Wales (1863-4), Ashmolean Museum, Oxford.
- The Festival of St. Swithin (The Dovecot) (1865–66), Ashmolean Museum, Oxford.
- Il Dolce Far Niente (1866), Forbes Magazine Collection.
- Isabella and the Pot of Basil (1868), Laing Art Gallery, Newcastle upon Tyne.
- The Shadow of Death (1870–73), Manchester Art Gallery.
- The Ship (1875).
- The Plain of Esdralon from the Heights above Nazareth (1877), Ashmolean Museum, Oxford.
- Sunset at Chimalditi
- The Triumph of the Innocents (1883–84), Tate Britain, Londra.
- The Bride of Bethlehem (1884-5).
- The Lady of Shalott (con Edward Robert Hughes) (1886–1905), Ella Gallup Sumner and Mary Catlin Sumner Collection, Wadsworth Atheneum, Connecticut.
- May Morning on Magdalen Tower (1888–91), Lady Lever Art Gallery, Port Sunlight.
- The Nile Postman (1892).
- The School of Nature (1893), Ponce Museum of Art, Porto Rico.
- Christ the Pilot (ca. 1894).
- The Importunate Neighbour (1895).
- The Miracle of the Holy Fire (1892–99), Fogg Art Museum, Harvard University.
- The Beloved (1898).
- John Hunt (senza data), Tate Britain, Londra.
- John Key (senza data), Tate Britain, Londra.